# Fabiana Murer

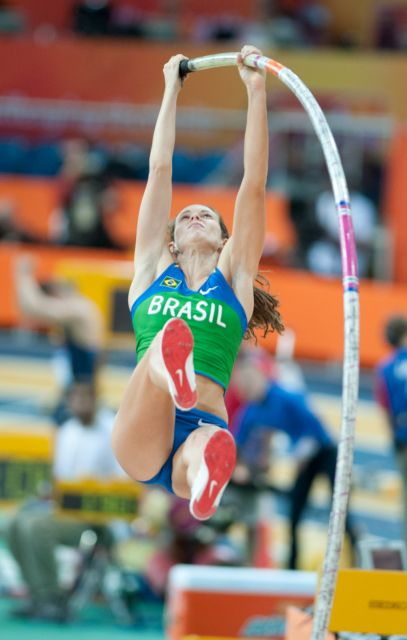
Fabiana Murer i inomhus-VM i Doha 2010.

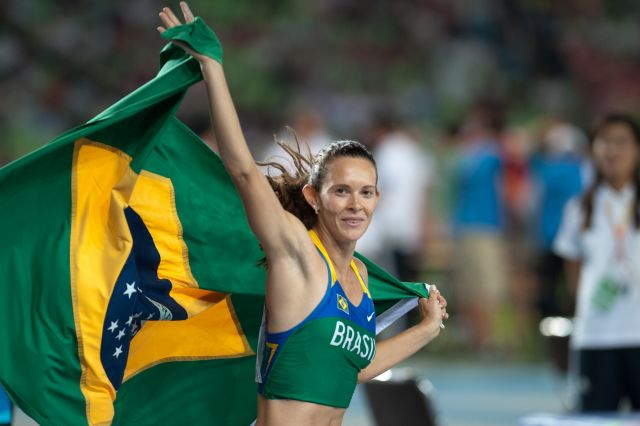
Fabiana Murer vid VM i Daegu 2011.

Fabiana de Almeida Murer, född 16 mars 1981, är en brasiliansk friidrottare som tävlar i stavhopp.
Murer var i final vid VM 2007 i Osaka där hon hoppade 4,65 m och slutade på en sjätte plats. Vid inomhus-VM 2008 noterade hon ett nytt personligt rekord inomhus på 4,70 m vilket räckte till en tredje plats. 
Under 2008 hoppade hon 4,80 m utomhus vilket var sydamerikanskt rekord. Hon deltog vid Olympiska sommarspelen 2008 i Peking där hon tog sig vidare till finalen och slutade på en tionde plats efter att ha klarat 4,45 m.
Hon deltog vid VM 2009 i Berlin där hon slutade på femte plats efter att ha klarat 4,55 m. Hon avslutade friidrottsåret med att bli tvåa vid IAAF World Athletics Final 2009.
Vid inomhus-VM 2010 vann Murer guldmedaljen med ett hopp på 4,80 m, samma höjd som silvermedaljören Svetlana Feofanova. Vid VM 2011 i Daegu blev Murer världsmästare efter att ha varit den enda som tagit 4,85 m, ett resultat som innebar nytt sydamerikanskt rekord.

## Personliga rekord
- Stavhopp - 4,87 m, São Bernardo do Campo 2016